# Egbert van Paridon
Egbert Mattheus van Paridon (Amsterdam, 10 september 1920 - aldaar, 17 februari 2011) was een Nederlands acteur en regisseur.

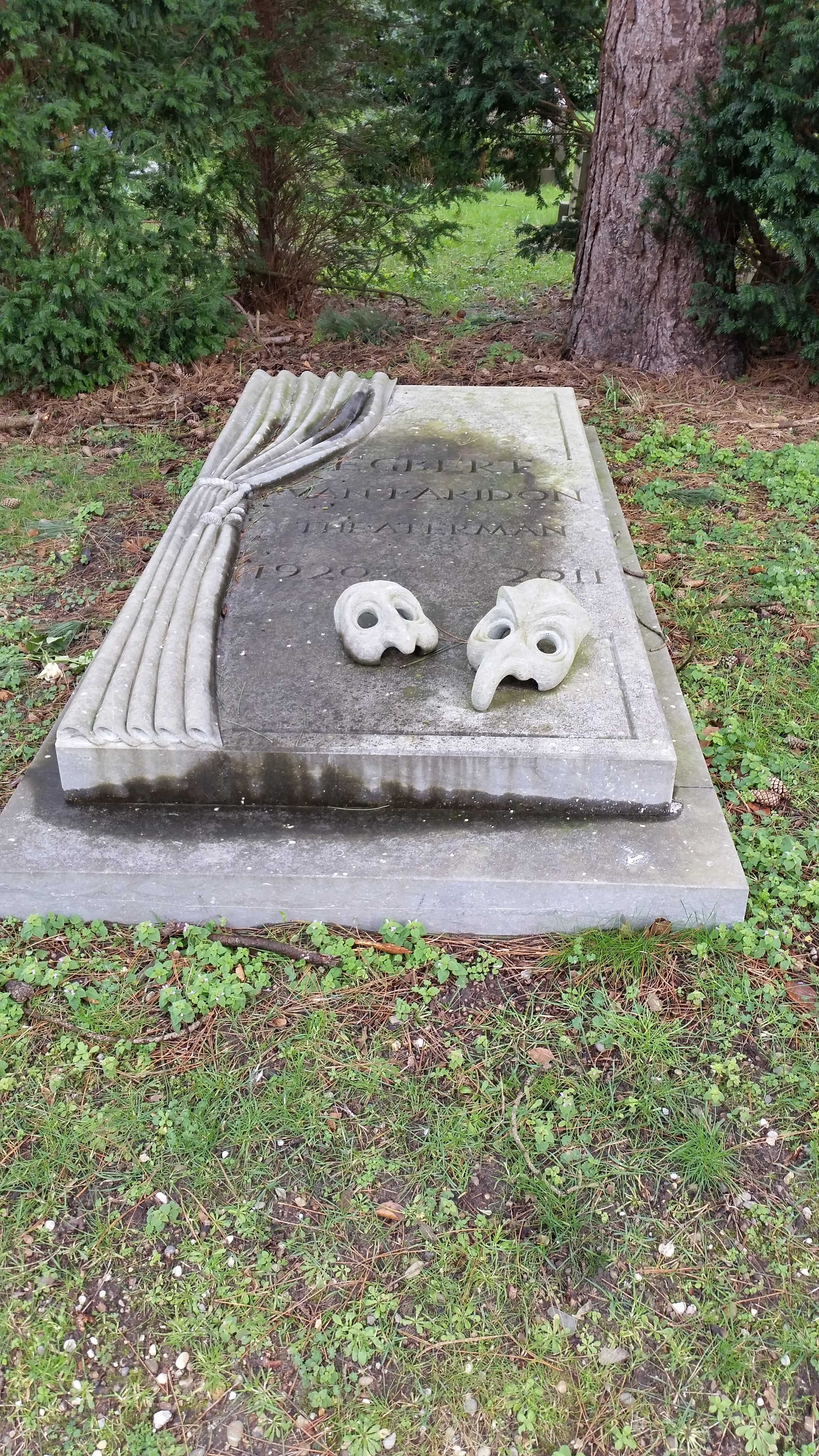
Graf van Egbert van Paridon (februari 2020)

Hij was zoon van beeldenmaker en boetseerder Pieter van Paridon en Maria Louisa Adriana. Van Paridon doorliep de MULO en begon daarna als acteur bij de Lekenspelers van Anton Sweers. Van 1942 tot 1946 was hij leerling van de Amsterdamse toneelschool. In 1950 begon hij samen met Cas Baas, Hans Tobi en Wim Vesseur het toneelgezelschap Puck dat na 1961 werd voortgezet als Toneelgroep Centrum. Tot zijn pensionering maakte hij deel uit van de (artistieke) directie. Daarnaast speelde en regisseerde hij er. Hij was ondertussen ook met enige regelmaat te zien op televisie en speelde in 1983 zijn eerste filmrol in De mannetjesmaker van Hans Hylkema. Later volgden ook nog rollen in Flodder en De Aanslag.
Hij maakte zich sterk voor verbetering van de arbeidsomstandigheden van de toneelspeler en voor een betere organisatie van het Nederlandse toneelbestel. Egbert van Paridon was vele jaren voorzitter van de federatie van beroepsverenigingen van kunstenaars, bestuurslid van het Internationaal Theater Instituut en gedurende vijfentwintig jaar lid van de landelijke Raad van de Kunst in verschillende bestuursfuncties. In 1971 werd hij benoemd tot Officier in de Orde van Oranje Nassau.
Van Paridon woonde samen met de concertpianist Johan Sebastiaan Otten (geboren 7 mei 1914), die al op 26 augustus 1978 overleed. Van Paridon overleed op 90-jarige leeftijd. Hij werd begraven op De Nieuwe Ooster; zijn grafsteen laat twee maskers zien en de coulissen.

## Trivia
Hij is de naamgever van De Smoeshaan, het theatercafé van het Amsterdamse Theater Bellevue. Het café is vernoemd naar de komedie van  Plautus.